# Havà

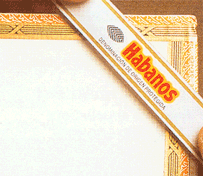
Logotip dels Habans

Es denomina havà a tots els cigars en els quals el 100% del tabac que els compon és conreat i manufacturat a Cuba després de múltiples i severs controls tant a nivell del procés agrícola de cultiu com d'assecat.

## Qualitat
Es diu que la qualitat de l'havà radica en la unió de quatre factors:
- Clima;
- Sòl;
- Saviesa dels camperols i torcedors cubans;
- Varietats del tipus de tabac negre cubà.

Malgrat els intents ja fets d'aconseguir la qualitat d'un autèntic havà en altres regions del planeta a partir d'una llavor d'origen cubà, mai s'arriba a la qualitat del tabac fet a Cuba. La combinació de factors climàtics amb les característiques del territori cubà fan de l'havà un producte autèntic de Cuba, certificat pel segell que adorna les caixes de les diferents marques cubanes.

## Història

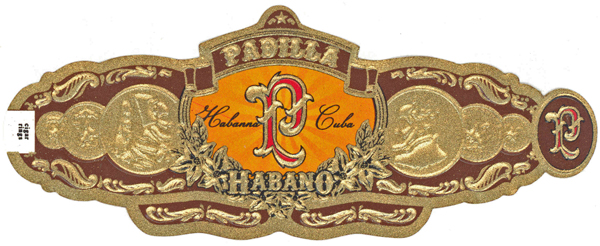
Vitola (o anella) d'un puro havà

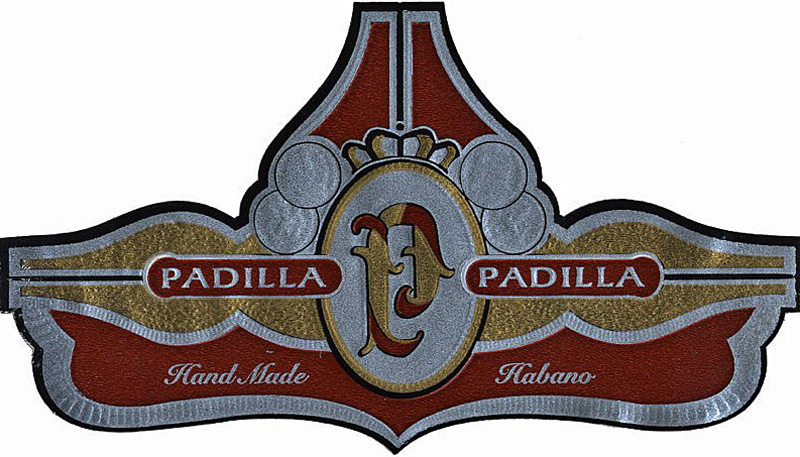
Vitola (o anella) de puro havà

El tabac és una planta originària d'Amèrica del Sud, es diu que arriba a Cuba entre els dos mil o tres mil anys abans de la nostra era. Els aborígens cubans (en la seva majoria indi taïnoss) eren fidels consumidors de tabac; per a ells era com una mena de medicina i imprescindible per acompanyar cerimònies socials, polítiques i religioses, de manera que formava part dels seus principals cultius.
Amb l'arribada dels espanyols a Cuba, la planta de tabac s'estén pel món, desencadenant instantàniament una forta passió, primer a Espanya i després es va estendre a altres parts d'Europa, on es van establir les més serioses sancions cap al tabac. Curiosament, mentre més ho prohibien més s'expandia el seu terreny d'ocupació amb finalitats medicinals.
Felip V d'Espanya va imposar l'11 abril de 1717 un monopoli real del tabac que es conreava a Cuba, decisió que ha passat a la història amb el nom de "Estanc del Tabac". Era conreat exclusivament per homes lliures, la qual cosa va ser possible gràcies als immigrants espanyols que van donar origen a la pagesia cubana.
El segle xix va reafirmar en les Antilles la producció de tabac: ja per 1859 hi havia prop de 10.000 hortes i unes 1.300 fàbriques a la capital.
Actualment, la comercialització dels productes havans està exclusivament en mans de l'empresa mixta Habanos SA pertanyent en parts iguals a Cubatabaco, empresa de l'estat cubà, i Altadis, fruit de la fusió de Tabacalera i Seita.

## Cultiu
Cuba està situada molt a prop del Tròpic de Càncer, amb una humitat relativa del 79% i una temperatura mitjana de 25 °C; rep un règim de pluges que afavoreixen principalment a la regió occidental del país, on es troben les majors zones de conreu de tabac de Cuba.
Si a aquest clima li sumem les característiques del sòl de Cuba, és a dir, la composició química i propietats agrícoles que distingeixen les zones tabaqueres i l'experiència i la cura que els torcedores posen en fer el producte cubà podem fàcilment entendre el perquè de l'èxit l'havà.
El cultiu comença en el planter, àrea on es dipositen les llavors amb les condicions òptimes per al seu germinació i desenvolupament abans de traslladar-les al camp, aquí estan prop de 40 dies. El mes d'octubre es realitza la posterior sembra per etapes. Per recollir el full, s'espera un període des dels 45 a 80 dies en què es va plantar.
Després de passar per aquests passos, el tabac és portat als llocs d'enfilar per al posterior procés de dessecació i fermentació. En les escollides és treballat per hàbils mans generalment femenines, buscant amb això la suavitat i delicadesa en la selecció i classificació per beneficiar cada full recollida.